# Філінська (Тотемський район)
Фі́лінська (рос. Филинская) — присілок у складі Тотемського району Вологодської області, Росія. Входить до складу Мосеєвського сільського поселення.

## Населення
Населення — 12 осіб (2010; 11 у 2002).
Національний склад (станом на 2002 рік):
- росіяни — 91 %